# Ruta 5 (Chile)
La Ruta 5 es el nombre de la principal carretera de Chile. Con sus 3363 kilómetros cruza al país desde el límite con Perú, en el extremo norte, hasta Quellón, en la isla Grande de Chiloé, con lo que atraviesa 14 de las 16 regiones del territorio nacional. Forma parte de la carretera Panamericana, y su creación se realizó mediante la promulgación del decreto 556 del año 1969.
Esta carretera está subdividida en Norte y Sur, y su kilómetro cero está ubicado en el centro de Santiago, en la intersección con la Avenida Libertador General Bernardo O'Higgins.

## Historia
Tiene su origen en torno a los planes de construcción de la carretera Panamericana como una forma de integración del continente a principios de los años 1920. En 1930 el gobierno de Carlos Ibáñez del Campo logró que el llamado Camino Longitudinal uniera las ciudades de Arica en el norte y Puerto Montt en el sur. Para esto utilizó antiguas rutas, como el antiguo Camino Real, utilizado desde la Colonia para unir las principales ciudades de la zona centro sur de Chile.
En el gobierno de Gabriel González Videla comenzó la pavimentación del Camino Longitudinal entre Santiago y La Serena, como parte del denominado Plan Serena, un proyecto para la renovación urbana de la Provincia de Coquimbo. Las obras fueron realizadas por el Ministerio de Obras Públicas, que trazó una ruta directa entre ambas ciudades, lo que llevó a la desconexión de otros poblados por el cual pasaba el Camino Longitudinal. Estos trabajos fueron financiados por Estados Unidos a través del Eximbank, por lo que el tramo entre Santiago y La Serena fue denominado Carretera Presidente Roosevelt cuando fue inaugurada en 1952.
En 1966 comenzó la construcción de la Avenida Norte-Sur, nombre de la ruta a su paso por el centro de Santiago. Esta avenida, construida como trinchera descubierta, reemplazó a cerca de 15 calles coloniales que iban filtrando el tránsito de norte a sur, y fue la primera autopista urbana construida en el país. Su trazado evitó la destrucción de mansiones como el Palacio Errázuriz Urmeneta, pero sí significó la destrucción de centenares de edificaciones, incluido el Liceo Alemán de Santiago. La pavimentación de la ruta continuó hacia el sur de Santiago, obras que fueron inauguradas por el presidente Eduardo Frei Montalva en 1968. Al año siguiente un decreto la nombró oficialmente como Ruta 5.
Desde los años 1990 se realizó una renovación de la Ruta 5 que supuso la construcción de una doble vía entre La Serena y Puerto Montt, realizado a través de la Ley de Concesiones, en la que el Estado licitó obras públicas a empresas privadas permitiendo el cobro de tarifas.

## Itinerario

### Ruta 5 Panamericana Arica-La Serena
Es el tramo de la Panamericana en el norte del país, denominada Ruta 5N. Esta comienza en el límite con Perú. Sigue su recorrido hasta la ciudad de Arica, desde donde sigue su curso por la Pampa del Tamarugal, donde a la altura de Pozo Almonte, sale la Ruta 16 hacia Iquique. La Panamericana continúa por el Desierto de Atacama, mientras que la Ruta 1 corre paralela por la costa. Ambas se reúnen en la ciudad de Antofagasta (concesión Autopistas de Antofagasta), donde la Panamericana sigue por las pampas, hasta Chañaral. Se desvía hacia la costa, recorriéndola hasta la ciudad de Caldera.
La Panamericana se convierte en autopista concesionada entre estas dos ciudades de la Región de Atacama. Retoma el recorrido por el valle de Copiapó acercándose a la capital regional, ahí retoma hacia el sur a través del Desierto de Atacama llegando a Vallenar. Este tramo está concesionado a  Autopista Valles del Desierto.
Entre Vallenar y La Serena está concesionada a Autopista Ruta del Algarrobo; corre a través del desierto acercándose a la costa a su llegada a la Conurbación La Serena-Coquimbo.

### Ruta Panamericana Conurbación La Serena-Coquimbo a Santiago
Al igual que el trazado anterior, ésta también recorre parte del norte de Chile. Desde La Serena y hasta La Ligua, la autopista sigue su curso por las planicies costeras, para luego atravesar la Cordillera de la Costa hasta la ciudad de La Calera, en donde tiene enlace con dirección oeste hacia el Gran Valparaíso vía Ruta CH-60 (concesión Autopista Los Andes) y además cuenta con un enlace en dirección este en la ciudad de Llay-Llay, desde donde la Ruta CH-60 conecta a Chile con la ciudad de Mendoza (Argentina) por el Paso Internacional Los Libertadores. La Panamericana continúa hacia el sur hasta el valle de Santiago de Chile.
Su creación tiene como origen el decreto del 23 de abril de 1946 firmado en el gobierno de Juan Antonio Ríos, sin embargo su construcción fue hecha durante el mandato de Gabriel González en el "Plan de Fomento y urbanización para la provincia de Coquimbo". Una vez concluida la carretera redujo un viaje de dos días en automóvil de La Serena a Santiago a tan solo ocho horas.

### Santiago

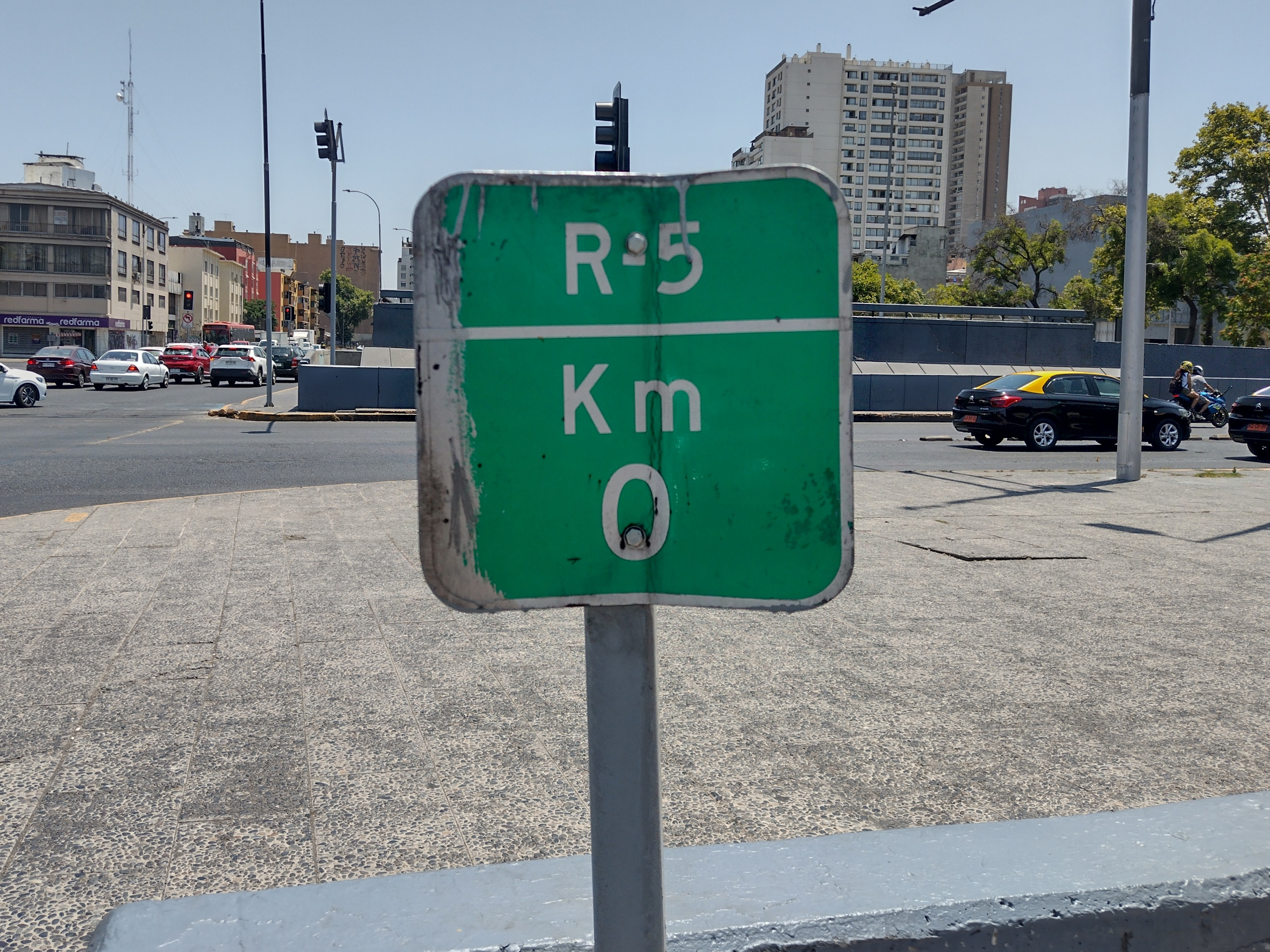
Letrero identificador del km 0 de la Ruta 5 en la intersección de Manuel Rodríguez con la Avenida Libertador Bernardo O'Higgins.

En su paso por la capital de Chile, la carretera Panamericana está concesionada a Autopista Central, una autopista urbana concesionada de alta tecnología que cruza de norte a sur Santiago de Chile mediante dos ejes de vías expresas de alta velocidad. Dicha autopista se extiende de norte a sur en la capital, y contempla 60,5 km de longitud: 39,6 km correspondiente a la Panamericana, y 20,9 km correspondientes a la Avenida General Velásquez. Se encuentra en funcionamiento el eje completo, cruzando la metrópolis en no más de 30 minutos, desde la unión con el eje Norte-Sur en San Bernardo, por el sur (Ruta 5S) y por el norte, en Renca, volviéndose a conectar con el eje citado que en ese tramo ya se conoce como Ruta 5N.
En el cruce subterráneo bajo la Avenida Libertador General Bernardo O'Higgins, la vía más importante de la ciudad, se origina el km 0, y en el que también se divide la Panamericana según donde vaya la carretera, norte o sur. Así se divide la Ruta 5N y la Ruta 5S.

#### Eje Norte Sur
Este sector se ubica entre el enlace de la Panamericana y la Circunvalación Américo Vespucio concesionado a Autopista Vespucio Norte Express, en la comuna de Quilicura, y el extremo norte del puente Maipo, en la comuna de San Bernardo. Cuenta con 49 pasos superiores e inferiores, dos puentes, 19 pasarelas peatonales y 114 hectáreas de áreas verdes. Atraviesa 11 comunas.

#### Eje General Velásquez
Se extiende a 1,7 km al sur del nudo Quilicura, por el norte, hasta el sector Las Acacias por el sur, con una longitud de 20,9 km (en ambos puntos se conecta al eje norte-sur). Cuenta con 32 pasos superiores e inferiores, diez trincheras, dos plazas terraza, tres puentes, seis pasarelas peatonales y 60 hectáreas de áreas verdes. El hito más importante de este eje es el túnel que atraviesa la avenida más importante de Santiago, la Alameda del Libertador Bernardo O'Higgins, el cual, desde mediados de 2006 ya se encuentra en funcionamiento. Atraviesa 8 comunas.

### Ruta 5 Panamericana Santiago-Puerto Montt
Desde la capital al sur del país, la longitudinal se denomina Ruta 5S, que está concesionada al igual que su recorrido en Santiago. La ruta sigue casi recta hasta Angostura de Paine, donde se conecta con la Autopista Acceso Sur a Santiago, y luego, a la altura de San Francisco de Mostazal, toma rumbo suroeste en el by pass que evita el paso por la ciudad de Rancagua, luego cruza San Fernando, Curicó, Talca, ciudad en que conecta con la Ruta CH-115 que conduce al Paso Internacional Pehuenche, carretera recientemente reacondicionada y completamente pavimentada que conduce a la provincia de Mendoza, Argentina; Linares y Chillán. Luego existe la conexión con la Ruta CH-152 (Autopista del Itata), que conecta la Panamericana con la comuna de Penco en el Gran Concepción. Luego existe otra conexión a Concepción por la Ruta CH-146 (concesión Autopista Valles del Biobío), desde la ciudad de Cabrero. La ruta continúa por el by-pass que existe en el Salto del Laja (que antes era visible desde la misma Panamericana), Los Ángeles (donde hay otro by pass) y por los alrededores de Collipulli y Victoria, llegando a Temuco donde hay un cuarto by pass, que cuenta con la particularidad de pasar cerca de comunidades mapuche.
A la altura de San José de la Mariquina está el acceso norte a la ciudad de Valdivia, mientras que el acceso sur está en las cercanías de Paillaco. La ruta cruza el sector oriente de Osorno, y sus tres accesos a la ciudad: el enlace Osorno norte, el enlace central (antiguo trébol norte) que conecta al oriente con la Ruta CH-215 —que va a las Termas de Puyehue y luego hacia el paso Internacional Cardenal Antonio Samoré— y el trébol sur, que conecta con la Ruta U-55 a Puerto Octay, Ralún y Cochamó al oriente. Luego la ruta bordea la zona lacustre del lago Llanquihue, para concluir en Puerto Montt, desde donde continúa hacia el suroeste y está concesionado a Autopista Ruta del Canal hasta la costa del Canal de Chacao. Desde Puerto Montt hacia el sureste nace la carretera Austral, y hacia el suroeste continúa con el nombre de Panamericana 5 Sur y concesionada a Autopista Ruta del Canal, hasta Pargua, en la costa del Canal de Chacao, desde donde se viaja vía ferry a la Isla Grande de Chiloé.

### Ruta 5 Panamericana Puerto Montt-Quellón
La ruta emprende un rumbo suroeste, con el nombre Panamericana 5 Sur y concesionada a Autopista Ruta del Canal hasta llegar al Canal de Chacao. Ahí la ruta se divide, y es sólo posible cruzarla a través de embarcaciones. Con el fin de conectar esa zona, nació el proyecto del puente Bicentenario, que sería una obra de 2635 metros de largo, convirtiéndose en el más largo de Sudamérica. La Panamericana sigue su recorrido en la Isla Grande de Chiloé, donde pasa por los alrededores de Ancud, por el centro de Castro (proyecto de by pass), las cercanías de Chonchi y finaliza en Quellón, donde se encuentra el "hito Cero", específicamente en punta Lapa, este último como referencia y atractivo turístico de la zona por ser el fin del tramo asfaltado de la vía, pero el hito oficial del kilómetro 0 de la carretera Panamericana se puede apreciar en la entrada de la Subcomisaría de Carabineros de Quellón.

### Ruta 5 Panamericana por Chiloé
Correspondiente al tramo de la Ruta CH-5 Panamericana que recorre el sur de Chile en la Región de Los Lagos. Desde que nace en el Enlace Cardonal, correspondiente al By Pass Puerto Montt de Autopista de los Lagos hasta que finaliza en Punta Lapa en Quellón, recorre 249,52 kilómetros, cuya extensión está totalmente asfaltada.
Esta carretera no está concesionada a privados, pero se está estudiando la construcción de una autopista entre Puerto Montt hasta Pargua, en la costa del Canal de Chacao, concretándose en 2014 bajo la concesión de Autopista Ruta del Canal (Chile). Dicho sector, es cruzado por transbordadores para continuar el viaje por la Ruta CH-5 en el Archipiélago de Chiloé.

## Ruta Panamericana concesionada
Desde Carmen Alto hasta Antofagasta y luego desde Caldera hasta Pargua, la Panamericana está bajo concesión, incluyendo la autopista que corre en el Gran Santiago conectando el norte y el sur de Chile. Las empresas que manejan estos tramos de la Panamericana en Chile son (de norte a sur):
- Sacyr (Caldera-Los Vilos)
- Skanska (Antofagasta y Santiago)
- Isa Intervial (Santiago-Río Bueno, excluye tramo Talca-Chillán y Chillán-Collipulli)
- Survias (Talca-Chillán Viejo)
- Ruta Sur (Chillán Viejo-Collipulli)